# General Catalogue of Trigonometric Stellar Parallaxes
Se denomina General Catalogue of Trigonometric Stellar Parallaxes (abreviado GCTP) a un catálogo de estrellas que recoge todas las paralajes estelares que han sido medidas. A diferencia del Catálogo Gliese, no está restringido por una determinada distancia respecto al Sol.
Publicado por primera vez en 1952, su cuarta edición data de 1995, siendo ésta la última versión. Contiene 15.994 paralajes para 8.112 estrellas, incluyendo 1.722 nuevas estrellas -que suponen el 27% del total- añadidas respecto a la edición anterior. La exactitud en las paralajes de las estrellas añadidas recientemente (0.004" s.e.) es considerablemente mejor que la de las ediciones anteriores (aproximadamente 0.016"). Existen aproximadamente 2300 estrellas que no se hallan recogidas en el Catálogo Hipparcos.
El catálogo contiene coordenadas ecuatoriales en el sistema FK4 para 1900, movimiento propio total y ángulo de posición, paralaje absoluta media ponderada y su error estándar, número de observaciones de paralaje, calidad de "concordancia" entre valores diferentes, magnitud visual, así como varias identificaciones cruzadas con otros catálogos. Asimismo, incluye información auxiliar de fotometría UBV, tipos espectrales MK y datos de variabilidad y duplicidad.

## Nomenclatura
Las entradas al catálogo aparecen con el formato PLX NNNNA y PLX NNNN.NNA. En la tabla siguiente se reflejan los números de catálogo GCTP de algunas conocidas estrellas. 
| Número de catálogo GCTP | Nombre común        | Constelación | Paralaje ponderada (mas) | Distancia (años luz) | Notas                                                       |
| ----------------------- | ------------------- | ------------ | ------------------------ | -------------------- | ----------------------------------------------------------- |
| PLX 2890                | Wolf 424            | Virgo        | 227,9                    | 14,3                 | Estrella binaria formada por dos enanas rojas               |
| PLX 4754                | δ Pavonis           | Pavo         | 174,9                    | 19,91                | Enana amarilla o subgigante ligeramente más fría que el Sol |
| PLX 2739                | Zavijava (β Vir)    | Virgo        | 95,1                     | 35,6                 | Enana amarilla más caliente y luminosa que el Sol           |
| PLX 3754                | Kornephoros (β Her) | Hércules     | 22,5                     | 148                  | Estrella más brillante en la constelación de Hércules       |
| PLX 1428                | BU Geminorum        | Géminis      | 2,4                      | > 1800               | Supergigante roja y variable irregular                      |